# 梁銘
梁 銘（りょう めい、生年不詳 - 1427年）は、明代の軍人。字は自新。本貫は汝寧府汝陽県。

## 生涯
1399年（建文元年）、靖難の変が起こると、燕山前衛百戸として燕王世子朱高熾に従い北平を守った。李景隆が北平城を包囲すると、梁銘は奮戦して守り抜いた。1402年（建文4年）11月、後軍都督僉事に進んだ。1410年（永楽8年）、皇太子朱高熾の監国に近侍した。罪に問われて獄に下された。1421年（永楽19年）、赦されて復職し、都督の胡原を補佐して広東で倭寇の討捕にあたった。1424年（永楽22年）8月、洪熙帝が即位すると、都督同知に進んだ。9月、参将として都督同知の陳懐とともに寧夏に駐屯した。12月、追って北平守城の功を論じられ、保定伯に封じられ、世券を与えられた。1425年（洪熙元年）2月、征西将軍の印を受けた。1426年（宣徳元年）、その汚職腐敗ぶりを御史の石璞に弾劾され、獄に下され、爵位剥奪相当とされたが、猶予された。左副総兵となり、柳升の副将としてベトナムに遠征した。1427年（宣徳2年）9月、陣中で病床に臥せった。柳升が倒馬坡で敗死すると、梁銘はその日のうちに病没した。
子の梁珤が保定伯の爵位を嗣いだ。